# The Snake Pit
The Snake Pit és un pel·lícula estatunidenca dirigida per Anatole Litvak, estrenada el 1948, adaptació d'una novel·la de Mary Jane Ward escriptora que s'havia estat diversos anys en un hospital psiquiàtric.

## Argument
Virginia, una jove novel·lista que s'acaba de casar amb Robert Cunningham, és víctima d'una greu depressió ansiosa que la condueix a l'internament a un hospital psiquiàtric.
L'esperit enterbolit, la jove ja no té consciència del temps i de la realitat, no reconeix ni tan sols el seu marit. És seguida pel doctor Mark Kik que diagnostica esquizofrènia. Electroxocs, hipnosi i cura de psicoteràpia són part del seu tractament i a poc a poc, guarint la seva pèrdua de memòria, ressorgeixen elements tràgics del passat de Virginia. Així, la mort d'un amor de joventut i la culpabilitat provada per la defunció del seu pare l'han persuadit de ser responsable d'aquestes finals tràgics. El seu estat acaba millorant i el seu complex de culpabilitat disminueix però un conflicte amb una infermera autoritària provoca una crisi de demència, és conduïda a la sala dels bojos incurables comparable a un «fossar de serps». Impactada, Virginia recuperarà la memòria i la raó.

## Repartiment
- Olivia de Havilland: Virginia Cunningham
- Mark Stevens: Robert Cunningham
- Leo Genn: Dr. Mark Kik
- Celeste Holm: Grace
- Glenn Langan: Dr. Terry
- Helen Graig: Miss Davis
- Leif Erickson: Gordon
- Beulah Bondi: Sra. Greer
- Lee Patrick: Asylum Inmate
- Howard Freeman: Dr. Curtis
- Natalie Schafer: Sra. Stuart
- Minna Gombell: Miss Hart
- Ann Doran (no surt als crèdits): Valerie

## Premis i nominacions

### Premis
- 1949. Oscar a la millor edició de so per Thomas T. Moulton[1]
- 1949. Copa Volpi per la millor interpretació femenina per Olivia de Havilland

### Nominacions[1]
- 1949. Oscar a la millor actriu per Olivia de Havilland
- 1949. Oscar al millor director per Anatole Litvak
- 1949. Oscar a la millor banda sonora per Alfred Newman
- 1949. Oscar a la millor pel·lícula
- 1949. Oscar al millor guió adaptat
- 1949. Lleó d'Or